# Qayyum Chowdhury
Qayyum Chowdhury (Feni, 9 de março de 1932 — Daca, 30 de novembro de 2014) foi um pintor bengalês.
Recebeu diversos prêmios como o prêmio nacional por sua contribuição à arte (1961-1962). Prêmio da Royal Court na Bienal de Teerã (1966). Shilpakala Academy Award (1977), Ekushey Award (1986), Award Bangabandhu (1994), Leipzig Prêmio Feira do Livro de ilustração de livro (1983), medalha de ouro para a contribuição, National Book Center, Dhaka (1975), National Book Center (1988, 1982, 1981, 1979, 1978, 1975, 1970, 1966, 1964 e 1963), Prémio Railway Time-Table Cover Design (1995 e 1960).